# Omikuji
Omikuji (御御籤, 御神籤 eller おみくじ omtrent lotteri-orakel, ofte uden ærespræfikset o- og i stedet bare mikuji) er papirsedler med påskrevne spådomme, der kan findes i buddhistiske templer og shinto-skrin i Japan.
Omikuji får man normalt ved at ryste en tilfældigt udvalgt æske blandt mange og håbe på en bestemt skæbne eller bare held. Omikujien falder så sammenrullet ud af et lille hul i æsken. Der findes dog også andre metoder at få en omikuji på, visse steder endda fra en automat.
Ruller man omikujien ud, kan man læse spådommen. Den kan f.eks. være en af følgende: stort held (dai-kichi, 大吉), middel held (chuu-kichi, 中吉), lille held (shou-kichi, 小吉), held (kichi, 吉), halvt held (han-kichi, 半吉), næsten held (sue-kichi, 末吉), næsten lille held (sue-shou-kichi, 末小吉), uheld (kyou, 凶), lille uheld (shou-kyou, 小凶), halvt uheld (han-kyou, 半凶), næsten uheld (sue-kyou, 末凶), stort uheld (dai-kyou, 大凶).
Spådomme fra omikuji kan passe på og bruges til at tolke om forskellige dele af livet som fysisk sundhed, succes med arbejdet eller spørgsmål om parforhold. Skulle spådommen være dårlig, er det skik og brug at folde omikujien sammen og hænge den fast på et fyrretræ eller stativ, der befinder sig umiddelbart ved det tempel eller skrin, hvor man har fået omikujien. En mulig forklaring på denne skik er, at de japanske ord fyr (松 matsu) og vente (待つ matsu) er homofoner og derved giver udtryk for den ide, at uheldet venter ved træet i stedet for at klæbe til personen. Giver omkikujien derimod en god spådom, beholder man den normalt.